# Paul Philipp
Paul Philipp (ur. 21 października 1950 w Dommeldange) – luksemburski piłkarz grający na pozycji pomocnika. W swojej karierze rozegrał 55 meczów i zdobył 4 gole w reprezentacji Luksemburga.

## Kariera klubowa
Swoją karierę piłkarską Philipp rozpoczął w klubie Avenir Beggen. W 1966 roku zadebiutował w nim w lidze luksemburskiej i występował w nim do końca sezonu 1968/1969. W sezonie 1968/1969 wywalczył z nim mistrzostwo Luksemburga.
Na początku 1970 roku Philipp przeszedł do belgijskiego Royale Union Saint-Gilloise. W latach 1974–1976 był zawodnikiem Standardu Liège, a w latach 1976–1980 ponownie grał w Royale Union Saint-Gilloise. W latach 1980–1983 był piłkarzem Royalu Charleroi.
W 1983 roku Philipp wrócił do Aveniru Beggen. W sezonie 1983/1984 sięgnął z nim po dublet - mistrzostwo i puchar kraju. W 1985 roku zakończył karierę piłkarską.

## Kariera reprezentacyjna
W reprezentacji Luksemburga Philipp zadebiutował 20 listopada 1968 roku w przegranym 1:5 towarzyskim meczu z Danią, rozegranym w Kopenhadze. W swojej karierze grał w: eliminacjach do MŚ 1970, do Euro 72, do MŚ 1974, do Euro 76, do MŚ 1978, do Euro 80 i do MŚ 1982. Od 1968 do 1982 roku rozegrał w kadrze narodowej 55 meczów i strzelił 4 bramki.

## Po zakończeniu kariery piłkarskiej
Po zakończeniu kariery piłkarskiej Philipp został trenerem. W latach 1985–2001 był selekcjonerem reprezentacji Luksemburga. Od 2004 roku jest prezesem Luksemburskiego Związku Piłki Nożnej.